# Bitwa pod Trzebiatowem

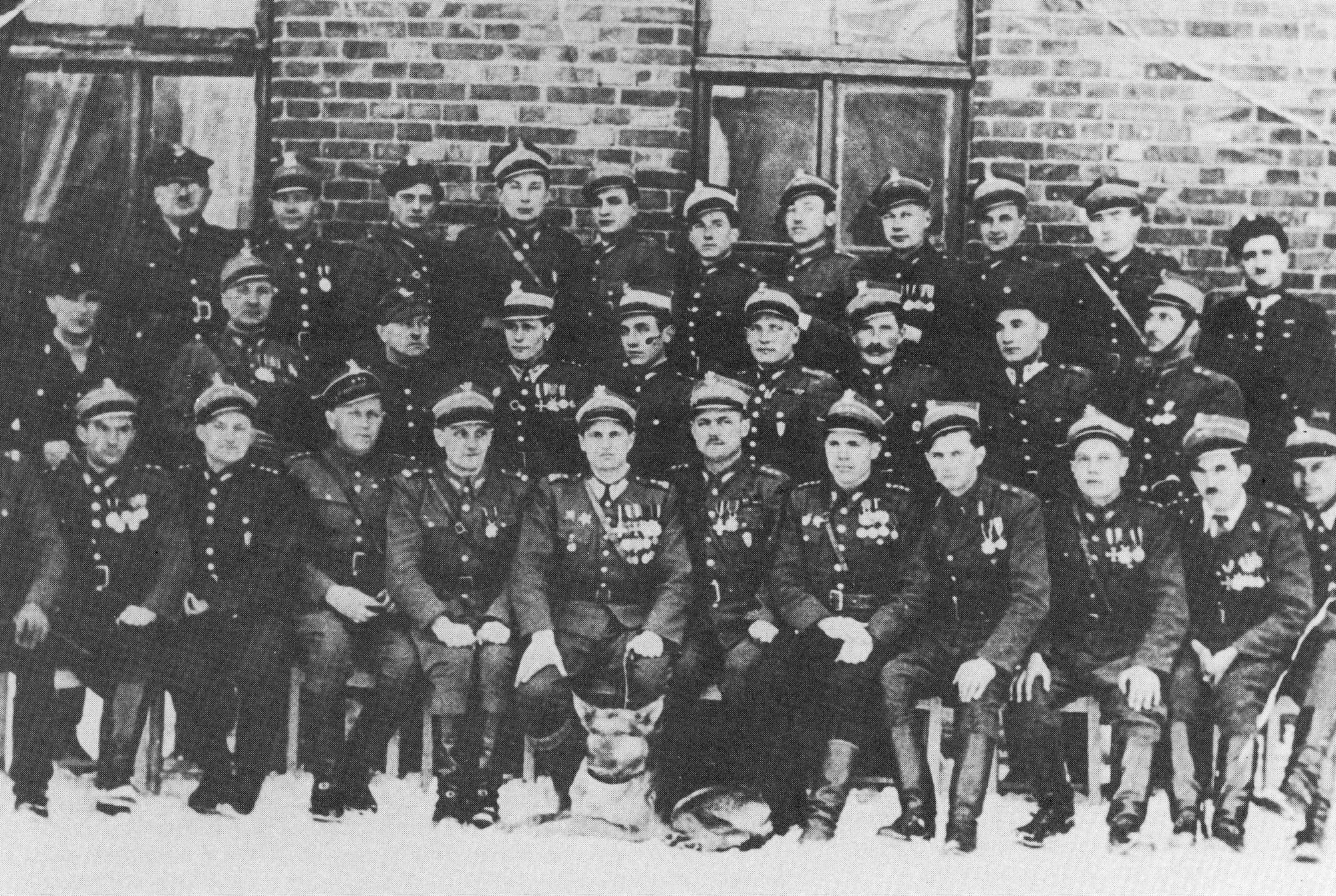
Oficerowie 1 Dywizji Kawalerii, uczestniczącej w walkach w rejonie Trzebiatowa

Bitwa pod Trzebiatowem – starcie zbrojne mające miejsce w dniach 9–13 marca 1945, w wyniku którego oddziały ludowego Wojska Polskiego i Armii Czerwonej rozbiły zgrupowanie wojsk armii niemieckiej w rejonie Trzebiatowa i Trzęsacza.
Do pierwszych walk pod Trzebiatowem doszło 4 marca 1945. Zakończyły się one zdobyciem miasta, głównie przez żołnierzy 40 Gwardyjskiej Brygady Pancernej dowodzonej przez płka Michała Smirnowa. Następnie walki toczyły się w rejonie Trzebiatowa i Trzęsacza i miały na celu likwidację zgrupowania wojsk niemieckich, otoczonych w tym rejonie. W skład niemieckiego zgrupowania wchodziły resztki: 163 Dywizji Piechoty, 402 Zapasowej Dywizji Piechoty, 5 Lekkiej Dywizji Piechoty, Dywizji Piechoty Bärwalde i Dywizji Pancernej SS Holstein. Do likwidacji niemieckiego zgrupowania dowództwo 1 Frontu Białoruskiego Armii Czerwonej, wyznaczyło: pododdziały z 11 Gwardyjskiego Korpusu Pancernego płk Amazaspa Babadżaniana, 3 Armii Uderzeniowej gen. por. Nikołaja Simoniaka, 7 Gwardyjskiego Korpusu Kawalerji  gen. por. Michała Konstantinowa i 2 Gwardyjskiej Armii Pancernej gen. płka Siemiona Bogdanowa oraz 1 Brygadą Kawalerii i 2 Dywizję Artylerii ludowego Wojska Polskiego.
Po intensywnych dwudniowych walkach liczące około 10 tys. żołnierzy zgrupowanie niemieckie zostało rozbite (DP Bärwalde rozbito 12 marca), a tylko nieliczni przedarli się wzdłuż wybrzeża bałtyckiego w kierunku wyspy Wolin.  Z kotła wydostały się niedobitki 202 ZDP i 163 DP, którą oficjalnie rozwiązano 1 kwietnia.